# Thomas Loibl
Thomas Loibl (ur. 26 czerwca 1966 w Brüggen, Nadrenia Północna-Westfalia) – niemiecki aktor.

## Życiorys
Thomas Loibl urodził się 26 czerwca 1966 roku w miejscowości Brüggen. Jego ojciec był malarzem, a później pracował jako broker ubezpieczeniowy.

### Edukacja
W wieku dziesięciu lat zaczął występować w teatrze amatorskiej grupy teatralnej. Swoje szkolenie aktorskie ukończył w Westfalskiej Szkole Dramatycznej w Bochum (niem. Schauspielschule Bochum).

### Kariera
Od 2006 roku Thomas Loibl zaczął przyjmować małe role w produkcjach telewizyjnych i kinowych. W 2009 roku Loibl rozpoczął pracę jako niezależny aktor. Od tego czasu regularnie pojawiał się przed kamerą przy produkcjach kinowych i telewizyjnych.

## Nagrody
W 2004 roku otrzymał Bawarską Nagrodę Promocji Sztuki (niem. Bayerischer Kunstförderpreis)  oraz Nagrodę Kurta Meisela (niem. Kurt-Meisel-Preis). W 2017 roku otrzymał tę drugą nagrodę ponownie.

## Filmografia

### Filmy
- 2006: Franziskas Gespür für Männer jako Alexander
- 2007: Tango zu dritt
- 2008: Pizza und Marmelade jako Agent Schmidt
- 2009: Hinter blinden Fenstern jako Arthur Fallnik
  - Hanna und die Bankräuber jako Andreas Meyer
- 2010: Rosannas Tochter
- 2011: Siostra Pascalina - Służebnica Boga jako Ojciec Andreas
  - Gwiezdne dukaty jako Król
  - Tata sam w domu jako Szef Theo Wintera
- 2012: A ponad nami pada śnieg… jako Michael
  - Koniec sezonu ochronnego jako Walter
- 2013: Von Hunden und Tapeten jako Paul
  - Einfach die Wahrheit jako Peter Brandner
  - 3096 dni
- 2014: Gliniarz i wieśniaczka: O forsie, szmalu i mamonie jako Horst Rowohlt
  - Spreewaldkrimi - Die Tote im Weiher jako Charlie Matzke
  - Kommissarin Heller - Tod am Weiher jako Wismut
- 2015: Simon sagt auf Wiedersehen zu seiner Vorhaut jako Aaron Killy
  - Sibylle jako Jan
  - Marie Brand und der schöne Schein jako on sam
- 2016: Im Zweifel jako Komisarz Markus Minow
  - Co się w życiu liczy jako Michael
  - Toni Erdmann jako Gerald
- 2017: Brandnächte jako Nick Gerber
  - Sommerhäuser jako Bernd
  - Krieg jako Weterynarz
  - Sommerfest jako Przedsiębiorca pogrzebowy Kunkel
- 2018: Sieben Stunden jako Stephan Rüther
  - Mała czarownica jako Leśniczy
- 2019: Kühn hat zu tun jako Martin Kühn
- 2020: Annie – kopfüber ins Leben jako Ralf Friedling
  - Trudna wyprawa jako Jonas
- 2021: Die Luft, die wir atmen jako Jürgen
- 2022: Laim und das Hasenherz jako Maximilian Kronberger
  - Annie und der verliehene Mann jako Ralf Friedling
  - Annie und das geteilte Glück jako Ralf Friedling
  - Towarzystwo niedostępnych jako Holger Arndt
- 2024: Konklawe jako arcybiskup Mandorff

### Seriale
- 2013: Zeit der Helden jako Georg Anders
- 2017: Charité jako Bernard Spinola
- 2018: Bier Royal jako Constantin von Spreti
- 2020: Ausgebremst jako Dirk
- 2022: Strafe - nach Ferdinand von Schirach jako Jens Reichert
  - Pechowa Hela jako Dr Spellart